# Léon Jouhaux
Léon Jouhaux, född i Paris 1 juli 1879, död där 28 april 1954, var en fransk fackföreningsledare och mottagare av Nobels fredspris 1951.

## Biografi
Jouhaux var ursprungligen tändsticksarbetare, anslöt sig till den syndikalistiskt betonade fackföreningsrörelsen och utgav  1911-21 La bataille. 1919 blev han generalsekreterare för Confédération générale du travail (CGT) och bidrog som dess ledare att förhindra dess anslutning till kommunisterna. Jouhaux var från Internationella arbetsorganisationens tillkomst 1919 en av dess förgrundsfigurer. 
Efter fångenskap i tyskt koncentrationsläger återfick han sin post inom CGT 1945, men avgick 1946 på grund av den starka kommunistdominansen. 
Jouhaux medverkade 1947 vid bildandet av den socialistiska landsorganisationen Force Ouvrière  och var även vice ordförande i Fackföreningsinternationalen.